# Бартен, Этьен-Адольф
Этьен-Адольф Бартен (фр. Étienne-Adolphe Bartin, 2 октября 1860 года, Шорья, Франция — 12 января 1948 года, Париж) — французский правовед, один из наиболее авторитетных ученых Франции в области международного частного права первой половины XX века.

## Биография
Бартен родился в городке Шорья французского региона Оверни. Окончил юридический факультет Парижского университета. В 1883 году написал диссертацию на тему о тайных соглашениях, которыми стороны изменяют или аннулируют условия заключенного между ними основного договора и которые известны во французcком праве под термином contre-lettres. В 1887 году получил в этом же университете ученую степень доктора права. Вскоре после этого отправился в Алжир, где до 1889 года преподавал право на юридическом факультете местной юридической школы.
В 1889 году Бартен возвратился во Францию. С 1889 года и до 1893 года он преподавал право на юридическом факультете юридической школы города Лилля. В 1893 году переехал в Лион, где до 1901 года читал курс лекций по международное частное право в местной юридической школе. В 1901 году, оставив Лион, отправился в Париж, где ему предложили должность профессора частного права на юридическом факультете Сорбонны. С 1926 года и до 1948 года занимал в Сорбонне должность профессора международное частное право. Известность к Бартену как к специалисту в области международного частного права пришла после публикации в 1899 году в Париже его книги Études de droit international privé. В этой книге он первым из французских правоведов поднял и подробно рассмотрел вопросы коллизии квалификаций в международное частное право. Здесь же он также изложил свою точку зрения на понятия обратной отсылки и публичного порядка.
Позднее тема коллизии квалификаций была им продолжена на более фундаментальной основе. Он её более подробно раскрыл в своей работе «La doctrine des qualifications et ses rapports avec le caractère national des règles du conflit des lois». По его мнению, определение юридического режима, подлежащего применению к ситуации, подпадающей под правоотношения международное частное право, в первую очередь предполагает определение её юридической природы. Это определение режима он именовал квалификацией. Когда две конкурирующие юридические системы двух разных стран по-разному, с правовой точки зрения, оценивают одни и те же правоотношения, это обстоятельство приводит к известному расхождению или коллизии правовых норм, для разрешения которой необходимо применять соответствующие правила.
На эту коллизию, именовавшуюся коллизией квалификации, Бартен обратил внимание при рассмотрении дела супругов Бартоло ещё в 1889 году. В деле Бартоло французскому судье необходимо было дать оценку международной юридической ситуации, которая была основана на иностранном правовом институте наследования, не имевшем аналога во французском законе. Судья, однако, в своем решении по делу уклонился от разрешения коллизии. Он пришел к выводу о том, что в данном случае коллизии квалификации не существует и что вопрос должен разрешаться в рамках единого правового режима, под который подпадали отношения упомянутых супругов.
Бартен, напротив, полагал, что в данном случае имеет место коллизия квалификации, из которой следует в первую очередь исходить при разрешении дела Бартоло. Впоследствии этот подход к проблеме дал ему основания для разработки его теории квалификации. Вообще он считал вопрос квалификации в международное частное право чрезвычайно важным. Он утверждал, что все международное частное право в конечном счете покоится на доктрине, трактующей вопрос о квалификации.

## Научно-правовые взгляды
Отрицая теорию универсальности международное частное право и отстаивая позицию, вытекающую из идеи партикуляризма, Бартен отдавал предпочтение применению в сфере международное частное право национального права. Он полагал, что при рассмотрении коллизионной ситуации международное частное право оценка должна даваться с точки зрения положений французского права. Как и другие партикуляристы, находившиеся под влиянием проблем, порожденных франко-германскими войнами, он утверждал, что теория, доказывающая возможность нахождения универсального правила для разрешения международно-правовой коллизии является утопией, которая указывает ложный путь разрешения проблемы. Бартен доказывал, что решение такого рода коллизий необходимо находить в свете национальных правовых концепций с применением национальных правовых источников. По его мнению, такой подход должен позволить каждому государству защищать свои интересы наиболее эффективным образом. В свете своей идеи партикуляризма, он, в частности, считал, что французское международное частное право, по своей сути, является проекцией национального гражданского права на «экран» международных правоотношений.
Таким образом, поскольку, по его мнению, универсальное решение международно-правовой коллизии найти невозможно, каждое государство должно разрабатывать и иметь свои собственные правила международное частное право, исходя из норм своего национального законодательства. В своей книге «Études sur les effets internationaux des jugements», опубликованной в Париже в 1907 году, Бартен рассматривает вопрос о международной юридической силе судебных решений, вынесенных в том или ином государстве, за пределами этого государства.
При этом Бартен обращает внимание на то, что в старых трудах его предшественников данный вопрос исследуется в целом, без необходимой детализации и без подробного анализа. По его мнению, его предшественники допускали серьёзную ошибку, не обращая внимания на отдельные составные части, которые являли собой суть этого вопроса. Между тем анализ этих отдельных частей является чрезвычайно важным, причем как для науки, так и для практики международное частное право. Бартен объясняет это тем, что названный вопрос является комплексным и поэтому требует предварительного рассмотрения целого ряда промежуточных вопросов.
Бартен считал, что необходимо, в частности, принять меры к установлению компетенции иностранного суда, вынесшего данное решение. Их принятие предполагает необходимость анализа наличия в соответствующем решении всех требующихся существенных условий, которые могут позволить распространить его силу, в той или иной форме, за пределы государственной территории, где оно было вынесено. Необходимо также определить те из последствий судебного решения, которые оно может иметь за пределами государства его вынесения до осуществления процедуры экзекватуры.
По его мнению, следует, кроме того, предпринять точный и полный анализ самой процедуры экзекватуры, равно как и всех вызванных ею последствий. Наконец, необходимо объяснить, каким образом система норм коллизионного права, предполагающая постоянное вынужденное сотрудничество различных суверенных государств в отправлении гражданского правосудия, сочетается с принципом независимости этих государств, который доминирует как в сфере международного частного, так и в сфере международного публичного права. Объяснение такого рода тем более необходимо, что, на первый взгляд, в рамках исполнения иностранных судебных решений названное сотрудничество и независимость суверенных государств кажутся совершенно несовместимыми.
Бартен утверждает, что для исполнения французским судом иностранного судебного решения необходимо, чтобы это решение удовлетворяло ряду предварительных условий. В частности, заинтересованное лицо должно доказать, что при вынесении решения были соблюдены требования, касающиеся общей и специальной компетенции. Под общей компетенцией Бартен понимает наличие у данного иностранного государства права рассматривать определённое дело в рамках своей судебной системы. К специальной компетенции он относит компетенцию иностранного суда, вынесшего решение, рассматривать данное дело согласно законодательству этого государства, причем как в отношении предмета судебного разбирательства, так и в отношении его сторон, то есть вопрос о подсудности.
Бартен отмечает, что в части общей компетенции существует определённая проблема. Она состоит в полном отсутствии каких-либо норм международного права, которые бы закрепляли за каждым государством исключительную компетенцию рассматривать определённые категории дел в рамках его судебной системы, и которые, по сути, ликвидировали бы любые коллизии по вопросу об общей компетенции. По этой причине каждое государство должно само для себя разрабатывать правила о коллизии компетенций так же, как оно разрабатывает для себя правила о коллизии законов.
Эти правила, вернее, их система имеет для данного государства такое же значение, что и принятая им система правил в области коллизии законов. Хотя такая система носит международный характер, она обязательна лишь для данного государства и не может распространяться на другие страны. Она лишь выражает обязательства, которые это государство принимает по отношению к другим государствам с точки зрения действия своего законодательства применительно к мировому сообществу. Общую компетенцию судов Бартен подразделяет на прямую и косвенную. К первой он относит ту компетенцию, которую определяет иностранный суд, вынесший решение, а ко второй — ту, которую определяет суд данного государства, оценивающий это решение с точки зрения правильности применения правил о компетенции упомянутым иностранным судом.
Остальная часть книги Бартена посвящена вопросам пророгационных норм законодательства и пророгационных соглашений, заключаемых сторонами в отношении общей прямой и общей косвенной компетенции. Учитывая упущения своих предшественников по вышеупомянутым правовым проблемам, Бартен детальнейшим образом исследует последние в своей книге, показывая возможные пути их разрешения. В свете своих идей партикуляризма Бартен отводил французскому гражданскому праву принципиально важную роль в области международное частное право.
Это обстоятельство явилось одной из причин его серьёзных исследований в области цивилистики, особенно в последние годы жизни. Он, в частности, принял активное участие в работе коллектива авторов по пересмотру и обновлению капитального труда в области французского гражданского права, над которым на протяжении сорока лет работали его создатели — члены Кассационного суда Франции Шарль Обри (1803 — 1883) и Шарль-Фредерик Ро (1803-1877).
Благодаря Бартену и его коллегам, специалистам в области французского гражданского права, этот фундаментальный классический трактат получил во Франции вторую жизнь в виде пятого существенным образом переработанного издания. Названное издание явилось плодом 25-летнего труда известных французских правоведов того времени. Оно вышло в Париже в 12 томах в период с 1897 года по 1922 год под названием «Cours de droit civil français: d’après la méthode de Zachariae».